# Koninklijke Rotterdamsche Lloyd
Die niederländische Reederei Koninklijke Rotterdamsche Lloyd NV (KRL), international bekannt als Rotterdam Lloyd, bestand von 1883 bis 1970.

## Geschichte
Die Wurzeln der Reederei Rotterdamsche Lloyd reichen bis in das Jahr 1839 zurück. In diesem Jahr begann Willem Ruys eine Segelschiffsreederei mit den Hauptfahrtgebieten Niederländisch-Indien und Fernost. Des Weiteren wurden einzelne Reisen nach Südamerika unternommen. Ab 1870 wurde das erste Dampfschiff für die Erzfahrt aus Spanien und dem Mittelmeerraum nach Holland in Betrieb genommen. Zwei Jahre darauf eröffnete Ruys einen Passagier- und Postdienst nach Batavia (Jakarta).
Im Jahr 1875 wurde die Stoomboot Reederij "Rotterdamsche Lloyd" gegründet, deren Name 1881 zunächst in Stoomvaart Maatschappij Rotterdamsche Lloyd (Rotterdam Steam Navigation Co.) geändert wurde, bevor das Unternehmen 1883 zur N.V. Rotterdamsche Lloyd wurde. Um das Trampschifffahrtsgeschäft separat abzuwickeln, wurde 1899 die Tochtergesellschaft Stoomvaart Maatschappij „Triton“ gegründet. Weitere Neugründungen des Rotterdamsche Lloyd in dieser Zeit waren Gemeinschaftsdienste mit anderen Reedereien. So die 1902 eröffnete Java-China-Japan Lijn, die 1906 gestartete Java-Bengalen Lijn und die 1908 begonnene Java-Australië Lijn. Ein weiteres Trampschifffahrts-Tochterunternehmen des Rotterdam Lloyd war die 1908 gegründete Stoomvaart Maatschappij „Rotterdam“. 1915 folgte ein weiteres Gemeinschaftsunternehmen, die Java-Pacific Line.
Nach dem Ende des Ersten Weltkriegs bildeten mehrere niederländische Reedereien ein Konsortium zur Aufteilung ihrer jeweiligen Fahrtgebiete. In der 1920 gegründeten Vereenigde Nederlandsche Scheepvaarts Maatschappij (United Netherlands Navigation Co.) übernahm der Rotterdam Lloyd die Führung der Holland-Australia Line, an der er sich mit drei Schiffen beteiligte.
Die Reederei war Eigner von acht Schiffen der Kota Inten-Klasse. Es waren kombinierte Fracht-und-Passagierschiffe von rund 7200 BRT, die im schnellen Frachtdienst zwischen Rotterdam und Niederländisch-Indien (Indonesien) eingesetzt waren. Sie konnten 28 Passagiere aufnehmen, dazu noch bis zu 2000 Pilger auf der Strecke nach und von Dschidda.
Diese wurden von der Nederlandse Scheepsbouw Maatschappij in Amsterdam gebaut. Sie waren 141,6 m lang und 18,5 m breit und hatte 9,1 m Tiefgang.  Sie hatten mit 7275 BRT vermessen.  Eine Schiffsdieselmaschine von Maatschappij Fijenoord mit 1857 PS ergab eine Höchstgeschwindigkeit von 14 Knoten.
Folgende Schiffe wurden betrieben:
- Kota Inten (1927–57)
- Kota Radja (1927–42)
- Kota Baroe (1929–57)
- Kota Tjandi (1930–43)
- Kota Agoeng (1930–58)
- Kota Pinang (1930–41)
- Kota Nopan (1931–43)

Nach dem Zweiten Weltkrieg, am 21. November 1947, wurde der Reederei das Privileg erteilt, dem Reedereinamen den Ehrentitel "Koninklijke" (Königlich) voranzustellen, woraufhin die Gesellschaft als Koninklijke Rotterdamsche Lloyd firmierte.
Ab 1948 nahm die KRL mit der Stoomvaart Maatschappij „Nederland“ einen neuen Nedlloyd Middle East Express genannten Gemeinschaftsliniendienst von den Großen Seen in den Persischen Golf, nach Indien und Pakistan hinzu. Nach der Unabhängigkeit Indonesiens verringerte sich das Ladungsaufkommen aus dieser Region und ab 1957 ließ die dortige Regierung keine Passagierliniendienste mehr zu. Die Reederei setzte ihre letzten dort eingesetzten Passagierschiffe im weltweiten Kreuzfahrtgeschäft ein. Ab 1960 wurden auch die verbliebenen Indonesiendienste unter holländischer Flagge beendet. Die Java-New York-Linie führte daraufhin nach Bombay. Ab 1963 baute man auf der bereits bestehenden Zusammenarbeit der beiden Reedereien auf und arbeitete unter dem gemeinsamen Logo Nedlloyd Lijnen NV zusammen. Der Nedlloyd-Lijnen-Gemeinschaftsdienst umfasste jeweils 25 Schiffe der beiden Reedereien. Ebenfalls 1963 wurden die Handelsbeschränkungen niederländischer Reedereien nach Indonesien aufgehoben. 1967 wurden die Linien von der USA-Ostküste nach Indien und der Europa-Afrika-Dienst beendet.
Die beiden Gründungsreedereien behielten zunächst ihre Unabhängigkeit, wurden aber später durch die zunehmende Containerisierung der Seeverkehre und den damit einhergehenden Kapitalbedarf zu einer weitergehenden Kooperation gezwungen. Mit den Reedereien Koninklijke Java-China-Paketvaart Lijnen (KJCPL) und der Vereenigde Nederlandsche Scheepvaart Maatschappij (VNS) traten 1969 zwei weitere niederländische Partner in den Gemeinschaftsdienst ein. Am 20. Januar des darauf folgenden Jahres fusionierten alle vier Unternehmen zur Nederlandse Scheepvaart Unie.

## Liniendienste des Koninklijke Rotterdamsche Lloyd und seiner Vorgänger

### Segelschifflinien
- Weltweite Fahrt mit Hauptlinien aus den Niederlanden nach Niederländisch-Indien und dem Fernen Osten

### Dampfschifflinien
- 1870 – Rotterdam nach Spanien und dem Mittelmeer (Erzfahrt)
- 1872–1960 – Rotterdam via Suezkanal nach Batavia (Passagier- und Postdienst)
- 1881 Rotterdam nach Port Said (Transhipment für den Fernostdienst der Blue Funnel Line)
- 1899–1970 – Weltweite Trampschifffahrt durch Stoomvaart Maatschappij "Triton"
- 1902–1960 – Java-China-Japan Linie
- 1906–1960 – Java-Bengalen Linie nach Indien
- 1908–1960 – Java-Australia Linie
- 1914–1960 – Java-New York Linie
- 1915–1960 – Java-Pacific Linie
- 1954–1970 – Weltweite Frachtlinien
- 1957–1962 – Weltweite Passagierlinien
- 1958–1970 – Kalkutta-Golf von Mexiko Dienst
- 1960–1970 – Rotterdam-Hong Kong-Korea-Taiwan-Japan Linie